# Antonin Scalia
Antonin Gregory Scalia (Trenton (New Jersey), 11 maart 1936 – Marfa (Texas), 13 februari 2016) was een jurist uit de Verenigde Staten en een van de negen rechters van het Hooggerechtshof van de Verenigde Staten, het hoogste gerecht van het land. Hoewel Scalia vaak werd omschreven als een van de "conservatieve" rechters, leidde zijn interpretatie van de Amerikaanse grondwet als originalist en textualist soms tot resultaten die als "liberaal" worden beschouwd.

## Biografie
Scalia werd geboren als de zoon van een Amerikaanse moeder en een genaturaliseerde Italiaanse vader in Trenton, New Jersey. Toen hij vijf was, verhuisde het gezin naar New York. Hij studeerde aan de Universiteit van Georgetown en de Universiteit van Fribourg in Zwitserland, voordat hij rechten ging studeren aan de Harvard-universiteit, waar hij in 1960 afstudeerde. In datzelfde jaar trouwde hij met Maureen McCarthy, met wie hij negen kinderen had.
Van 1961 tot 1967 was hij advocaat in Ohio, voordat hij hoogleraar werd aan de Universiteit van Virginia. In 1971 tijdens de regeerperiode van Richard Nixon ging hij voor de federale overheid werken bij het ministerie van Justitie. In 1982 benoemde Ronald Reagan hem tot rechter in het Hof van Beroep voor het circuit van het District of Columbia.

### Rechter in het Hooggerechtshof
In 1986 volgde de promotie naar het Federale Hooggerechtshof. Hoewel Scalia over het algemeen wordt gezien als een conservatief, leidde zijn interpretatie van de Amerikaanse grondwet soms tot resultaten die als liberaal worden beschouwd: zo was hij tegen wetgeving die het verbranden van de Amerikaanse vlag verbiedt, omdat dit in zijn ogen in strijd was met de vrijheid van meningsuiting die verankerd is in de grondwet.
Scalia overleed in 2016 op 79-jarige leeftijd. Hij werd in het Hooggerechtshof opgevolgd door Neil Gorsuch.

## Naslagwerken
- Kevin A. Ring, Scalia Dissents: Writings of the Supreme Court's Wittiest, Most Outspoken Justice, 2004, Regnery Publishing, Washington D.C.